# Ljud och ljus
Ljud och ljus (franska: son et lumière) är en metod varmed man ljud- och ljussätter till exempel en byggnad för att illustrera ett historiskt skeende eller dylikt. Det finns en parallell mellan ljud och ljus: att båda består av vågor.